# I.C. Søller
Jens Christian Søller (1823 – 25. marts 1897). Opdagelsesbetjent (nu kriminalbetjent) i Den danske Guldalders København. Han blev født i en sømandsfamilie fra Nyboder, men blev i 1846 som 22-årig ansat i politiet. 1847 ansat som betjent i Københavns Politi frem til 1856 hvor han skiftede erhverv og blev inspektør ved renovationsvæsenet, senere fabrikant.
Fra disse 10 år i politiets tjeneste har I. C. Søller udgivet 3 bind erindringer, En Opdagelsesbetjents Erindringer fra en tiaars Virksomheds under Kjøbenhavns Politi – 1-2 (1865 og 1866) og Politiminder (1896). De viser hvor anderledes håndfast datidens politimetoder var, men giver samtidig et sjældent indblik i Københavns underverden, som den så ud i slutningen af Den danske Guldalder.
F.eks. beretter han i Politiminder om hvordan han var udkommanderet ved det store folketog 20. marts 1848 til Christiansborg som førte til indførelsen af den danske grundlov. Her optrådte han i civil og opgaven var at tilbageholde de mere radikale demokratiske elementer.

## Værker
- En Opdagelsesbetjents Erindringer fra en tiaars Virksomhed under Kjøbenhavns Politi, Første Samling, (udgivet under pseudonymet "I.C.S."), Andr. Schous Forlag, 1865.
- En Opdagelsesbetjents Erindringer fra en tiaars Virksomhed under Kjøbenhavns Politi, Anden Samling, Andr. Schous Forlag, 1866.
- Politiminder, V. Pios Boghandel, 1896.